# Perdurantismo
El perdurantismo es una teoría filosófica que trata de la persistencia y de la identidad. El punto de vista perdurantista defiende el hecho de que los objetos están formados por distintas fases o partes temporales, con lo que se opone al endurantismo, que afirma que cada ser mantiene su individualidad sin fisuras o partes en todo momento de su existencia.
El uso de "durar" (endure, en inglés) o "perdurar" (perdure) para distinguir las dos formas en las cuales se pueden concebir la persistencia de los objetos a lo largo del tiempo, viene ampliamente explicada por el filósofo David Lewis en su obra On the Plurality of Worlds ("Sobre la pluralidad de los mundos", 1986).

## Debate
El debate contemporáneo, sin embargo, ha demostrado la gran dificultad de definir con exactitud una y otra postura. Por ejemplo, el trabajo de Ted Sider de 2001 (véase referencias) ha sugerido que, pese a que los objetos del endurantismo pueden tener partes temporales, es más exacto definir el perdurantismo como aquella teoría que defiende que los objetos tienen partes temporales en cualquier momento de su existencia. Zimmerman (1996) afirma que es insostenible que los autoproclamados perdurantistas mantengan que el tiempo es algo "repugnante" y que a cada intervalo de tiempo corresponde un subintervalo. Consecuentemente no habrá instantes, y la definición de Sider debe ser cambiada si se admite este hecho.
En la actualidad, pues, no hay una definición de perdurantismo que sea universalmente reconocida. (Véanse los trabajos de McKinnon (2002) y Merricks (1999)).

## Tipos
Los perdurantistas pueden dividirse en dos subgrupos. El más clásico es el de los worm theorists (teóricos del gusano, por lo de los segmentos), que creen que un objeto persistente está compuesto de las partes temporales que contiene. Así, todos los objetos persistentes son gusanos cuadridimensionales (cuatro dimensiones espaciales más una temporal) que se prolongan a lo largo del espacio-tiempo, y que nos equivocamos al pensar que las escaleras, las montañas y la gente son tridimensionales.
La stage theory, o teoría escénica, sostiene que cada uno, en un momento dado, es idéntico a cada parte temporal que lo constituye, de tal forma que, por así decir, yo sólo existo en un período instantáneo, esto es, que dura un instante. Sin embargo, hay otras partes temporales en otros momentos con los que yo de algún modo me encuentro vinculado (Sider habla de modal counterpart relations, esto es, vínculos formales duplicados), como cuando afirmó que una vez fui un niño, o que en un futuro voy a ser pensionista; cosas que son ciertas porque estoy vinculado a una parte temporal que es un niño (existente en el pasado) y una parte temporal que es un pensionista (en el futuro). Este tipo de teóricos escénicos son a veces llamados "exdurantistas".

## Perdurantistas notables
- Jonathan Edwards, quien argumentó que la suma de todos los escenarios de cada persona puede ser considerada un todo monumental. Así, adujo haber resuelto el problema del Pecado Original. No es injusto que Dios te haga pagar por los pecados de Adán y Eva, ya que de esta forma Dios está castigando meramente el colosal conjunto de partes temporales de Adán y Eva, y así el colosal conjunto de pecados que entre los dos acumularon. Tu parte de castigo no es más que un desgraciado efecto colateral de todo ello.
- David Lewis, quien sostuvo que la teoría perdurantista era necesaria para el viaje en el tiempo.
- Yuri Balashov, prolífico escritor del perdurantismo y la relatividad especial.
- Alfred Whitehead
- J.J.C. Smart
- W.V. Quine
- Mark Heller
- Ted Sider
- Katherine Hawley
- Robin Le Poidevin
- Hud Hudson
- Leonard Goodman